# 阿部麿
阿部 磨（あべ まろ/Maro Abe）は、日本のホルン奏者。サイトウ・キネン・オーケストラ奏者。

## 略歴
2000年、第17回日本管打楽器コンクール・ホルン部門で最高位入賞。2002年、第71回日本音楽コンクール・ホルン部門で第1位入賞。
ソリストとして東京交響楽団、新日本フィルハーモニー交響楽団、千葉交響楽団をはじめ、様々なオーケストラと共演、各地でリサイタルや室内楽のコンサートに出演。
2000年より、サイトウ・キネン・オーケストラのほか、東京オペラの森、水戸室内管弦楽団でも活躍。
現在、サイトウ・キネン・オーケストラ、なぎさブラスゾリステンのメンバー、桐朋学園大学嘱託演奏員を経て国立音楽大学、同付属高校の講師。